# Museu de la Imatge de Braga
El Museu de la Imatge de Braga (en portuguès: Museu da Imagem) és un museu de fotografia fundat el 1999 i situat en el Campo das Hortas al costat de l'Arco da Porta Nova en la ciutat de Braga a Portugal.
És en un edifici del segle xix amb una torre del segle xiv de l'antiga muralla medieval de la ciutat que han estat restaurats. Disposa d'una àmplia col·lecció de càmeres fotogràfiques i un nombre extens de fotografies històriques procedents en la seva major part de l'arxiu de l'antic establiment fotogràfic nomenat A Foto Aliança.
Al museu també es realitzen exposicions temporals de fotògrafs portuguesos i estrangers així com tallers didàctics sobre la imatge. El 2005 va realitzar l'edició del llibre Braga d'outros tempos, que descriu l'evolució de la ciutat en imatges durant primera meitat del segle xx. També col·labora en els Encontros da Imagem de Braga que són considerats com una important activitat fotogràfica a Portugal des que es van iniciar el 1987.